# Čisla
Čisla falu Horvátországban Split-Dalmácia megyében. Közigazgatásilag Omišhoz tartozik. 

## Fekvése
Splittől légvonalban 24, közúton 29 km-re keletre, községközpontjától légvonalban 3, közúton 9 km-re északkeletre, Poljica középső részén, a Mosor-hegység déli lábnál és a Cetina északi partja felett, a 70-es számú főút mellett fekszik.

## Története
A település nevét a „čislo” (olvasó, rózsafüzér) főnévből származtatják, mivel házacskái úgy sorakoztak, mint az olvasóra felfűzött szemek. A középkorban része volt a 13. században alapított, úgynevezett Poljicai Köztársaságnak, mely tulajdonképpen egy jelentős autonómiával rendelkező kenézség volt. Poljica kezdetben a horvát-magyar királyok, majd 1444-től a Velencei Köztársaság uralma alá tartozott. Velence nagyfokú autonómiát biztosított a poljicai települések számára. Jogi berendezkedését az 1490-ben kibocsátott Poljicai Statutum határozta meg, mely egyúttal rögzítette határait is. Középkori temploma a mai Havas boldogasszony templom elődje valószínűleg már a 15. században állt. A 16. század első felében került török uralom alá, ahol Poljica szintén bizonyos fokú önállóságot élvezett. A moreai háború idején szabadult fel a török uralom alól, melyet 1699-ben a karlócai béke szentesített, de Poljica autonómiájának valamely szintjét végig megőrizte. Poljica önállóságát 1807-ben a bevonuló napóleoni francia csapatok szüntették meg. Napóleon lipcsei veresége után 1813-ban a Habsburgoké lett. A településnek 1857-ben 74, 1910-ben 311 lakosa volt. 1918-ban az új szerb-horvát-szlovén állam, majd később Jugoszlávia része lett. 1942. október 1-jén a települést lerombolták a megszálló olasz és csetnik csapatok. A szomszédos Gatán a korai órákban történt mészárlásnak 98 čislai, gatai, ostrvicai, zvečanjei, smoljanei és seocei lakos, főként nők, gyermekek és öregek estek áldozatául. A helyi iskola is e szomorú napról kapta a nevét. A háború után a szocialista Jugoszláviához került. 1991 óta a független Horvátországhoz tartozik. 2011-ben a településnek 302 lakosa volt.

## Lakosság
| Lakosság változása | Lakosság változása | Lakosság változása | Lakosság változása | Lakosság változása | Lakosság változása | Lakosság változása | Lakosság változása | Lakosság változása | Lakosság változása | Lakosság változása | Lakosság változása | Lakosság változása | Lakosság változása | Lakosság változása | Lakosság változása |
| ------------------ | ------------------ | ------------------ | ------------------ | ------------------ | ------------------ | ------------------ | ------------------ | ------------------ | ------------------ | ------------------ | ------------------ | ------------------ | ------------------ | ------------------ | ------------------ |
| 1857               | 1869               | 1880               | 1890               | 1900               | 1910               | 1921               | 1931               | 1948               | 1953               | 1961               | 1971               | 1981               | 1991               | 2001               | 2011               |
| 74                 | 407                | 228                | 274                | 304                | 311                | 184                | 286                | 362                | 291                | 276                | 261                | 255                | 268                | 290                | 302                |

(1869-ben Ostrvica lakosságával együtt, 1910-ben és 1948-ban pedig Ostrvica egy részének lakosságával együtt.)

## Nevezetességei
- A Szent Péter templom 1849-ig plébániatemplomként működött, ekkor azonban megszüntették a helyi plébániát és a település nyugati részét a szomszédos Gata plébániájához csatolták. A templom 1745 és 1748 között épült faragott kövekből, négyszögletes apszissal. 1902-ben épített harangtornya piramisban végződik, a harangok szintjén biforámás ablakok díszítik. A templomot 1982-ben megújították, ekkor készült a szembemiséző oltár. 2002-ben a templom új tetőfedést kapott, megújult a harangtorony és a templom környezete is.
- Havas Boldogasszony tiszteletére szentelt templom a település ősi plébániatemploma volt. Először 1680-ban említik, de valószínűleg már jóval a török hódítás előtt, a 15. században épült. Mai formáját a jól látható későbbi hozzáépítés során nyerte el. A falak alsó része ugyanis szemmel láthatóan szélesebb a felső résznél és építési módja is eltér. Belül dongaboltozatos, tetejét kőlapok fedik. 1925-ben helyezték el benne a barokk oltárt, melyet a Szent Péter templomból hoztak át az ottani új oltár építésekor. Az oltáron a Boldogasszony régi, szakszerűtlenül festett képe volt, melyet 1989-ben eltávolítottak és Julijane Voloder zágrábi szobrászművésznek a Szűzanya fejét ábrázoló domborművét tették a helyére. Az épületet 1978-ban újították meg.